# Гранская месса
Гранская (Эстергомская, Торжественная) месса (Missa solennis zur Einweihung der Basilika in Gran) — месса Ференца Листа для солистов, хора, оркестра и органа (1855).
Первая редакция мессы создана в 1855 году по случаю окончания строительства Базилики Святого Адальберта в Эстергоме (Венгрия) и впервые представлена публике 31 августа 1856 года на церемонии освящения базилики; автор дирижировал оркестром и хором, партию органа исполнял Александр Винтербергер.
В 1857—1858 годах Лист создаёт вторую редакцию мессы.

## Структура
1. Kyrie (~7 мин.)
2. Gloria (~12 мин.)
3. Credo (~16 мин.)
4. Sanctus (~5 мин.)
5. Benedictus (~6 мин.)
6. Agnus Dei (~ 8 мин.)

Общее время звучания — ~55 мин.